# Rouge et Noir d'Ottawa
Le Rouge et Noir d'Ottawa (Ottawa Redblacks en anglais, parfois stylisé en lettres majuscules) est une équipe de football canadien de la Ligue canadienne de football (LCF) ayant comme domicile le Stade Place TD dans la ville d'Ottawa, en Ontario.

## Histoire
Le club est fondé officiellement depuis 2010, mais a commencé ses activités lors de la saison 2014 de la Ligue canadienne de football. Rick Campbell (en) devient le premier entraîneur-chef de l'histoire de la franchise le 6 décembre 2013.

## Championnats de la coupe Grey
2016

## Bilan saison par saison
Au terme de la saison 2024, le Rouge et Noir a disputé 10 saisons, remporté la première place de sa division trois fois, atteint la finale de la coupe Grey trois fois, et l'a remportée une fois.
|                        | Division       | M.J.           | Vic.           | Déf.           | Nuls           | P.P.           | P.C.           | Pts            | Pos.           | Éliminatoires                                                                                |
| Rouge et Noir d'Ottawa |                |                |                |                |                |                |                |                |                |                                                                                              |
| 2014                   | Est            | 18             | 2              | 16             | 0              | 278            | 465            | 4              | 4/4            | Non qualifiés                                                                                |
| 2015                   | Est            | 18             | 12             | 6              | 0              | 464            | 454            | 24             | 1/4            | Finale de la division Est : Ottawa 35, Hamilton 28 Coupe Grey: Edmonton 26, Ottawa 20        |
| 2016                   | Est            | 18             | 8              | 9              | 1              | 486            | 498            | 17             | 1/4            | Finale de la division Est : Ottawa 35, Edmonton 23 Coupe Grey: Ottawa 39, Calgary 33 (prol.) |
| 2017                   | Est            | 18             | 8              | 9              | 1              | 495            | 452            | 17             | 2/4            | Demi-finale de la division Est : Saskatchewan 31, Ottawa 20                                  |
| 2018                   | Est            | 18             | 11             | 7              | 0              | 464            | 420            | 22             | 1/4            | Finale de la division Est : Ottawa 46, Hamilton 27 Coupe Grey: Calgary 27, Ottawa 16         |
| 2019                   | Est            | 18             | 3              | 15             | 0              | 312            | 564            | 6              | 4/4            | Non qualifiés                                                                                |
| 2020                   | Saison annulée | Saison annulée | Saison annulée | Saison annulée | Saison annulée | Saison annulée | Saison annulée | Saison annulée | Saison annulée | Saison annulée                                                                               |
| 2021                   | Est            | 14             | 3              | 11             | 0              | 224            | 384            | 6              | 4/4            | Non qualifiés                                                                                |
| 2022                   | Est            | 18             | 4              | 14             | 0              | 380            | 475            | 8              | 4/4            | Non qualifiés                                                                                |
| 2023                   | Est            | 18             | 4              | 14             | 0              | 415            | 507            | 8              | 4/4            | Non qualifiés                                                                                |
| 2024                   | Est            | 18             | 9              | 8              | 1              | 443            | 488            | 19             | 3/4            | Demi-finale de la division Est : Toronto 58, Ottawa 38                                       |

## Chandails retirés
Lors du premier match de la saison, le 18 juillet 2014, à la mi-temps, le Rouge et Noir a annoncé qu'il retirerais les dix chandails déjà retirés par les Rough Riders. Le Rouge et Noir a le plus grand nombre de chandails retirés de la Ligue canadienne de football.
| Chandails retirés du Rouge et Noir d'Ottawa |                 |          |                      |                        |
| No.                                         | Joueur          | Position | Carrière             | Championnats           |
| 11                                          | Ron Stewart     | D        | 1958–1970            | 1960, 1968, 1969       |
| 12                                          | Russ Jackson    | Q        | 1958–1969            | 1960, 1968, 1969       |
| 26                                          | Whit Tucker     | RÉ       | 1962–1970            | 1968, 1969             |
| 40                                          | Bruno Bitkowski | C/AD     | 1951–1962            | 1951, 1960             |
| 60                                          | Jim Coode       | OT       | 1974–1980            | 1976                   |
| 62                                          | Moe Racine      | OT/B     | 1958–1974            | 1960, 1968, 1969, 1973 |
| 70                                          | Bobby Simpson   | FW/E/DD  | 1950–1962            | 1951, 1960             |
| 71                                          | Gerry Organ     | K/P/RÉ   | 1971–1983            | 1973, 1976             |
| 72                                          | Tony Golab      | FW/HB    | 1939–1941, 1945–1950 | 1940                   |
| 77                                          | Tony Gabriel    | AR       | 1975–1981            | 1976                   |